# Wiera Czaplina
Wiera Wasiljewna Czaplina (ros. Вера Васильевна Чаплина; ur. 24 kwietnia 1908 w Moskwie, zm. 19 grudnia 1994 tamże) – radziecka pisarka-animalistka. Jej życie oraz twórczość były bezpośrednio związane z moskiewskim zoo. Pochowana na Cmentarzu Wagańkowskim w Moskwie.

## Życiorys
Urodziła się w rodzinie szlacheckiej, w domu jej dziadka, inżyniera i profesora Władimira Czaplina (nauczyciela architekta Konstantinа Mielnikowa). Po rewolucji 1917 roku, 10-letnia Vera zaginęła i udała się do domu dziecka w Taszkiencie. W 1923 r. Wróciła do Moskwy, aw 1924 r. Wstąpiła do grona młodych biologów z zoo,  którym kierował profesor Piotr Manteufel. Wiera Czaplina była szczególnie zainteresowana młodymi zwierzętami. W 1933 r. Zorganizowała miejsce do wspólnej edukacji młodych zwierząt różnych gatunków zwierząt.

W 1933 roku powierzono mi opiekę nad wszystkimi małymi, które zostały bez matek. Praca była bardzo trudna. Można łatwo znaleźć książkę objaśniającą, jak wykarmić cielątko. Ale jak wykarmić rysia lub małego rosomaka? Wskazówek tego rodzaju nie mogłam znaleźć nigdzie, korzystałam więc z własnego doświadczenia i uczyłam się na własnych błędach. Młodzież była rozmieszczona na całym terenie ZOO i dużo czasu traciliśmy biegając za nią. Postanowiłam urządzić oddzielną zagrodę dla małych. Postawiłam sobie za zadanie nie tylko wychować mocne i zdrowe młode pokolenie, ale nauczuć zgodnego współżycia zwierząt różnych gatunkóv.

W 1935 r. Czaplina w swoim domu karmiła i wychowywała lwiątko, które matka porzuciła w ZOO. Nazwała je Kinulu, poniewas matka je opuściła (Kinuli – oznacza porzucili, opuścili). Kinuilu była poważnie chora, a Czaplina opiekowała się nią w domu przez rok. Następnie lwica została przeniesiona do zoo, a Czaplina napisała o niej historię Kinuli.
W 1937 r. Wiera Czaplina przewodziła sekcji zwierząt drapieżnych w zoo. Pierwsza książka Czaplina "Dzieciaki z zielonego pola" (Малыши с зеленой площадки) została opublikowana w 1935 roku. Od tego czasu napisała wiele książek dla dzieci na temat zwierząt, w tym "Moich uczniaków" (1937, Мои воспитанники), "Czworonożni przyjaciele" (1949), "Zwierzęta z ZOO" (1955-1965, Питомцы зоопарка), "Losowe spotkania" (1976, Случайные встречи). Wiera Czaplina pracowała w moskiewskim ZOO do 1946 roku, pisząc opowiadania, kiedy mogła znaleźć czas. Od tego czasu poświęciła więcej czasu na literackie zajęcia i stała się pełnoetatowym pisarzem. Opowiadania Opowieści Czaplina o zwierzętach odniosły duży sukces i zostały przetłumaczone na język angielski, niemiecki, polski, francuski, hiszpański, japoński, chiński i inne.

## Wybrana twórczość
- Czworonożni przyjaciele: (opowiadania o zwierzętach) (Четвероногие друзья)[7]
- W naszym lesie[8]

### Scenariusze filmowe
- 1951: Leśni podróżnicy
- 1954: W leśnej gęstwinie

Źródło:

## Literatura
- Czaplina Wiera, Czworonożni przyjaciele: (opowiadania o zwierzętach), tłum. z ros. Natalia Olszewska, Ilustracje: Teresa Tyszkiewicz[10], Spółdzielnia Wydawniczo-Oświatowa "Czytelnik", Warszawa 1950.
- Czaplina W., Leśni podróżnicy: Bajka filmowa, Związek Filmowców ZSRR, 1980.[11]
- Czaplina W., W naszym lesie, tłum. z ros. Barbara Górska, Wydawnictwo "Małysz", Moskwa 1981.